# Spirostreptus msalaensis
Spirostreptus msalaensis är en mångfotingart som beskrevs av Kraus 1958. Spirostreptus msalaensis ingår i släktet Spirostreptus och familjen Spirostreptidae. Inga underarter finns listade i Catalogue of Life.